# Acronicta menyanthidis
Acronicta menyanthidis là một loài bướm đêm trong họ Noctuidae.

## Hình ảnh

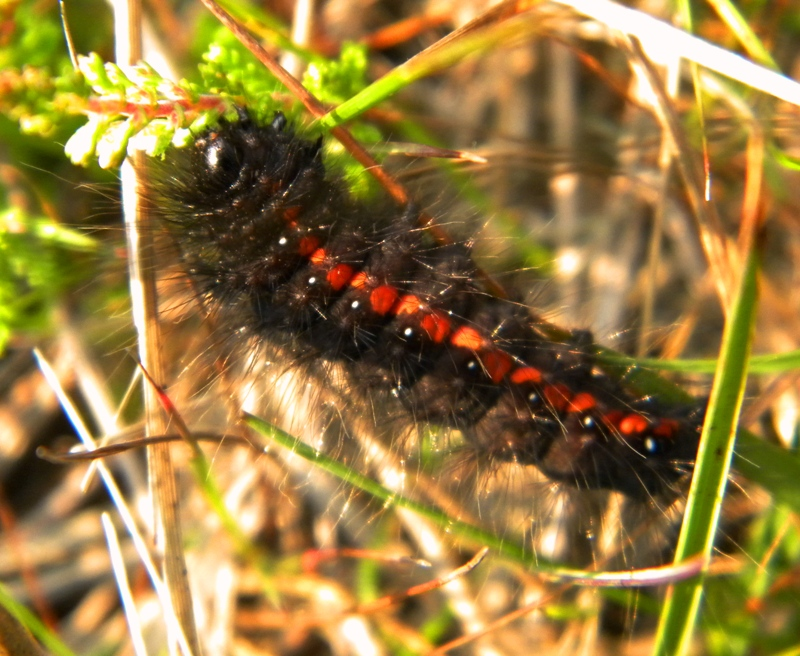
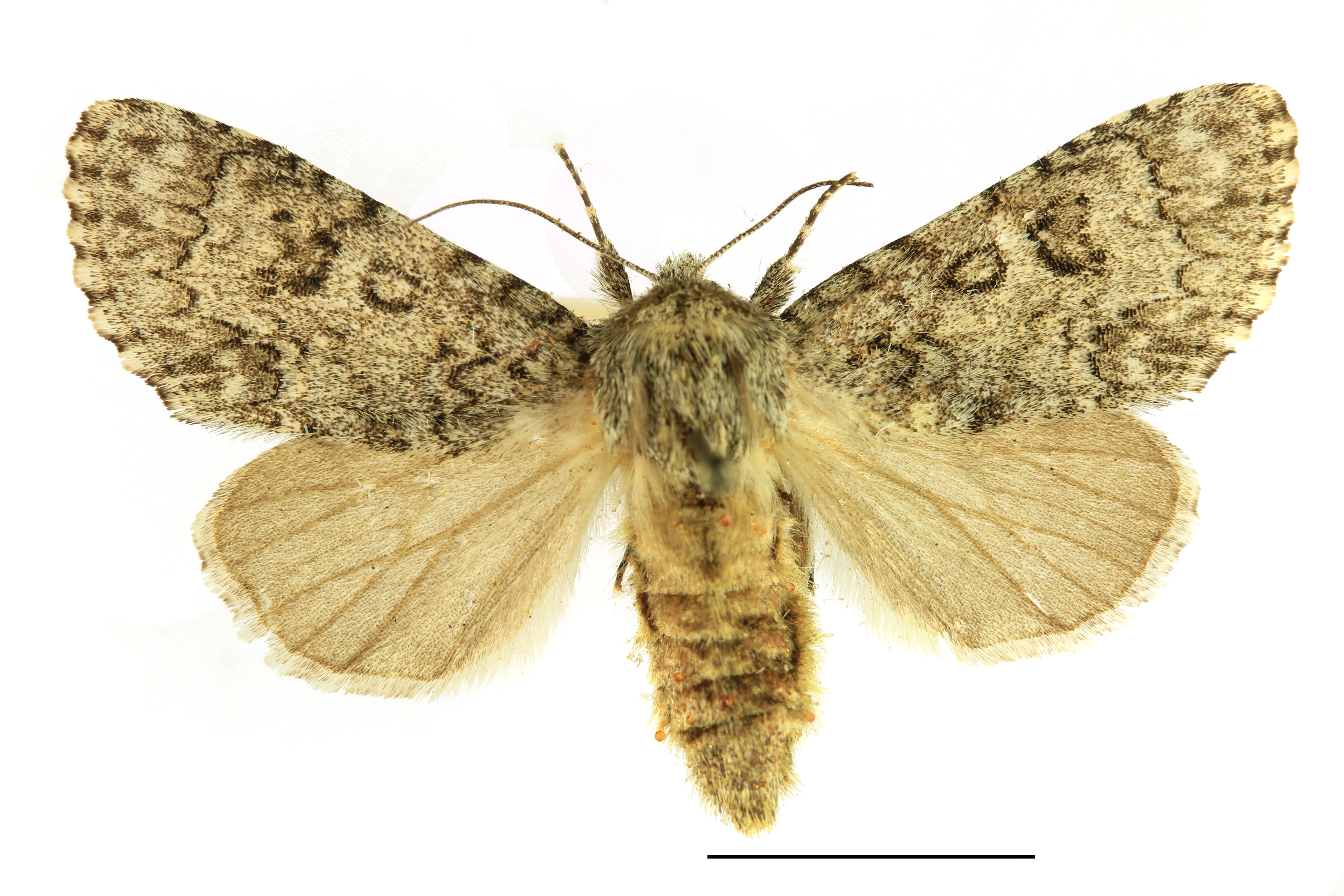
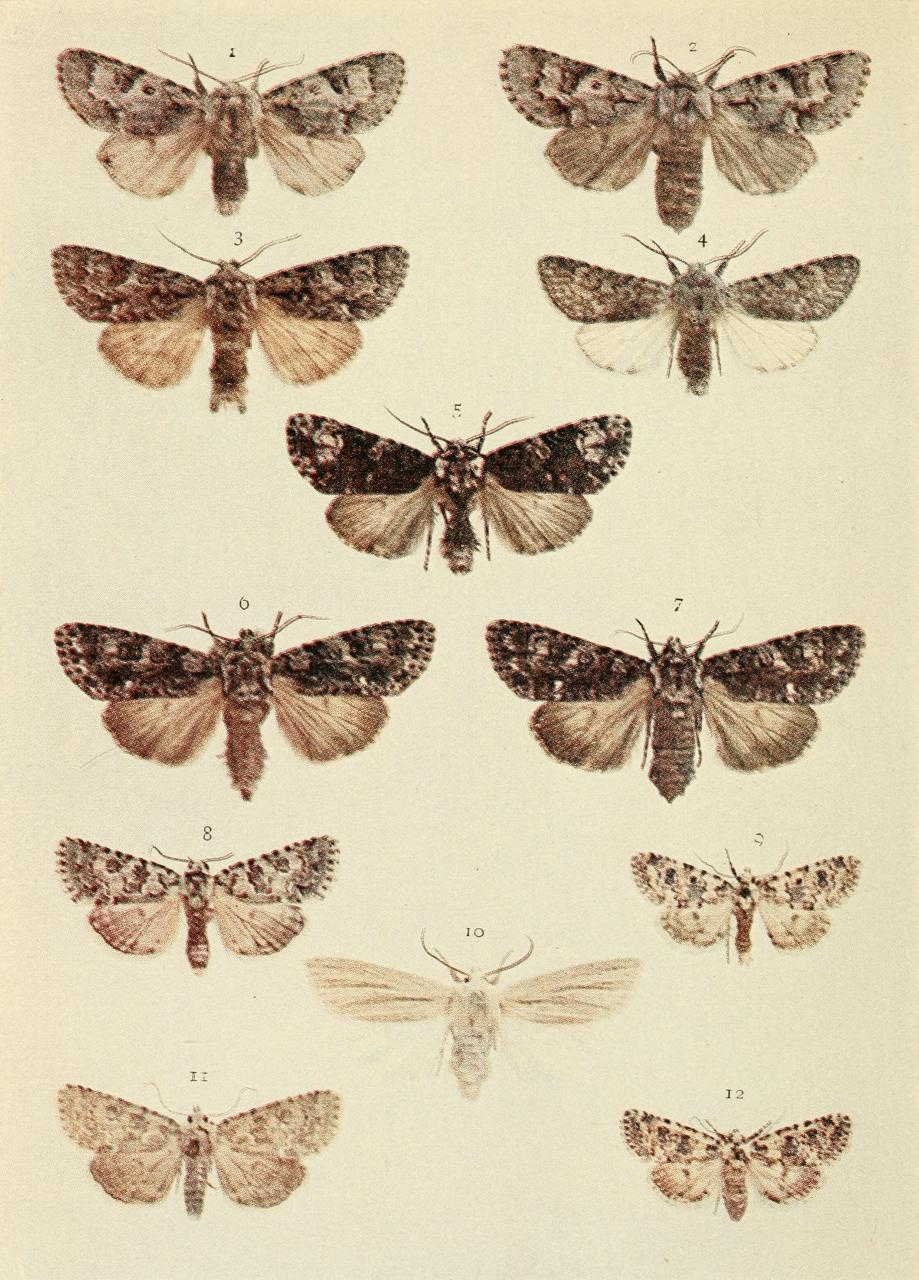